# Imran Khan (diễn viên)
Imran Khan (tên khai sinh Imran Pal, sinh ngày 13 tháng 1 năm 1983) là diễn viên Ấn Độ, cháu trai của diễn viên Aamir Khan và đạo diễn, nhà sản xuất Mansoor Khan.
Các phim tiêu biểu: Jaane Tu... Ya Jaane Na (2008), I Hate Luv Storys (2010), Delhi Belly (2011), Mere Brother Ki Dulhan (2011) và Ek Main Aur Ekk Tu (2012)

## Các phim đã đóng
| Năm  | Phim                       | Vai diễn            | Ghi chú                            |
| ---- | -------------------------- | ------------------- | ---------------------------------- |
| 1988 | Qayamat Se Qayamat Tak     | Young Raj           |                                    |
| 1992 | Jo Jeeta Wohi Sikandar     | Young Sanjaylal     |                                    |
| 2008 | Jaane Tu Ya Jaane Na       | Jai Singh Rathore   |                                    |
| 2008 | Kidnap                     | Kabir Sharma        |                                    |
| 2009 | Luck                       | Ram Mehra           |                                    |
| 2010 | I Hate Luv Storys          | Jay Dhingra         |                                    |
| 2010 | Jhootha Hi Sahi            | Caller No 1 / Akash | Special Voice Appearance           |
| 2010 | Break Ke Baad              | Abhay Gulati        |                                    |
| 2011 | Delhi Belly                | Tashi               |                                    |
| 2011 | Mere Brother Ki Dulhan     | Kush Agnihotri      |                                    |
| 2012 | Ek Main Aur Ekk Tu         | Rahul Kapoor        |                                    |
| 2013 | Matru Ki Bijlee Ka Mandola | Matru               | Phát hành ngày 11 tháng 1 năm 2013 |
| 2013 | Once Upon a Time Again     | Aslam               | Tiền kỳ                            |
| 2013 | Milan Talkies              | Milan               | Announced                          |